# Écoles Centrales
Die Écoles Centrales sind ein Netz französischer Ingenieursschulen, die wiederum Teil der grandes écoles sind. Getragen werden sie vom französischen Ministerium für Bildung und Forschung (Ministère de l’Éducation nationale, de l’Enseignement supérieur et de la Recherche).
Der Verbund wurde im Jahre 1990 als lockerer Zusammenschluss gleichartiger Institutionen gegründet, um ein Elitenetzwerk für Ingenieure zu schaffen.
Ziel der Ausbildung ist der generalistische Centralien-Ingenieur. Die an Universitäten übliche starke Spezialisierung wird bewusst durch eine breite Ausbildung ersetzt. Die Ingenieurfächer werden dabei nicht als alleinstehend angesehen, sondern werden zusammen mit im Arbeitsalltag nützlichen Fähigkeiten vermittelt. So gehören Betriebswirtschaft, Sprachen und Projektorganisation zum Lehrplan und machen ca. 25 % der Inhalte aus.
Mit dieser umfassenden Ausbildung soll der zukünftige Ingenieur auf Aufgaben vorbereitet werden, die fachübergreifendes und internationales Denken verlangen. Um den internationalen Gedankenaustausch zu fördern, bieten die écoles centrales neben den verbreiteten Austauschprogrammen mehrjährige Doppeldiplomprogramme mit europäischen Universitäten an.
Der von den Écoles centrales vergebene Abschluss ist der Ingénieur diplômé de l’École Centrale ….
Die Écoles centrales sind Mitglied des TIME (Top Industrial Managers for Europe)-Universität Netzwerks.
Zurzeit existieren fünf Écoles centrales in Frankreich: 
- École centrale de Lille
- École centrale de Lyon
- École centrale de Marseille
- École centrale de Nantes
- École centrale Paris.

Seit 2005 gibt es in Peking die École Centrale de Pékin, die eine sechsjährige Ausbildung zum Diplomingenieur auf Französisch anbietet. Auch diese Schule soll zukünftig den écoles centrales angehören.